# Бузюровська сільська рада
Бузю́ровська сільська рада (рос. Бузюровский сельский совет) — муніципальне утворення у складі Бакалинського району Башкортостану, Росія. Адміністративний центр — село Бузюрово.

## Населення
Населення — 609 осіб (2019, 780 у 2010, 946 у 2002).

## Склад
До складу поселення входять такі населені пункти:
| Населений пункт         | Населення, осіб (2002) | Населення, осіб (2010) |
| ----------------------- | ---------------------- | ---------------------- |
| Александровка, присілок | 67                     | 49                     |
| Бузюрово, село          | 591                    | 486                    |
| Курчеєво, село          | 278                    | 245                    |
| Холодний Ключ, присілок | 10                     | 0                      |